# De groene mummie
De groene mummie is het eenendertigste Rode Ridder stripverhaal. Het is geschreven door Willy Vandersteen en getekend door Eduard De Rop.

## Het verhaal
Aan boord van een karveel keert Johan via de Middellandse Zee naar huis terug. Onderweg vinden ze een stuurloos Moors schip en gaan aan boord om eventuele slachtoffers te helpen. Aan boord lijkt alles verlaten en in het ruim vinden ze een zonderlinge kist en besluiten om die aan boord te hijsen tot ze plots een stervende Moor vinden die hen waarschuwt voor de vloek. Ondanks de waarschuwing nemen ze de kist mee naar Camelot waar Koning Arthur de kist bij zijn verzameling voegt. 's Nachts willen twee stalknechten de kist leegroven, maar op het moment dat de kist het begeeft, straalt ze een groene gloed uit. De dieven worden gevonden en Merlijn onderzoekt de kisten en ontcijfert een tekst die op de kist staat. De kist wordt gestolen de avond erop en Johan krijgt de opdracht om samen met Lancelot de kist terug te halen. In een herberg is een 'ijverige' havenmeester ruzie aan het stoken met een kapitein. Die vaart naar Alexandrië, niet ver van de eindbestemming van de twee ridders. Ze gaan akkoord om mee te varen, samen met een paar Italiaanse kooplieden, Hans de huursoldaat, Ali Mufa, een oosterse koopman met Nubische slaven en een paar Egyptenaren. Voor het vertrek geeft Hans de opdracht aan de Nubiërs om een grote rieten mand aan boord te brengen zonder dat iemand het weet. Door een aanslag, beraamd door de verbolgen rentmeester, kan Lancelot niet mee aan boord gaan en de reis wordt aangevat. Johan ontdekt de groene mummie, maar wordt neergeslagen. Hij kan zich bevrijden, maar omdat hij enkel de kapitein kan vertrouwen, brengt hij hem op de hoogte. De inhoud van de rieten mand wordt onthuld en er ontstaat heel wat heibel, waardoor er doden vallen. Plots wordt "De Albatros" door een Egyptisch schip geramd en komt Prins Moerafa aan boord om de groene mummie op te halen. Door een list kan Hans dit voorkomen, maar de "Albatros" wordt later beschoten met vuurballen. Het schip vliegt in brand, maar door een handigheid kan die geblust worden. Echter begint het schip langzaam te zinken. De Bennet, de kapitein, geeft het bevel om van boord te gaan, maar de Egyptenaren zijn hun te snel af en beschieten het gestrande schip. Uiteindelijk geven de passagiers van het schip zich gewonnen en leveren de groene mummie uit. Prinses Neferis, die in de rieten mand zat, wordt ontvoerd en samen met Hans wil Johan haar bevrijden. Hans wordt gedood en Neferis duwt Johan overboord en opent de kist.